# ولاية قشقداريا
ولاية قشقداريا (بالإنجليزية: Qashqadaryo Region)‏ هي إحدى ولايات أوزبكستان. يقدر عدد سكانها بـ 2,067,000 نسمة .